# Александровка (Зеленоградский район)
Александровка — посёлок в Зеленоградском районе Калининградской области. Входит в состав Ковровского сельского поселения.

## Население
| 2002 | 2010 |
| ---- | ---- |
| 152  | ↘111 |

## История
Населённый пункт Посселяу в 1946 году был переименован в посёлок Александровку.